# Reckumer Steine

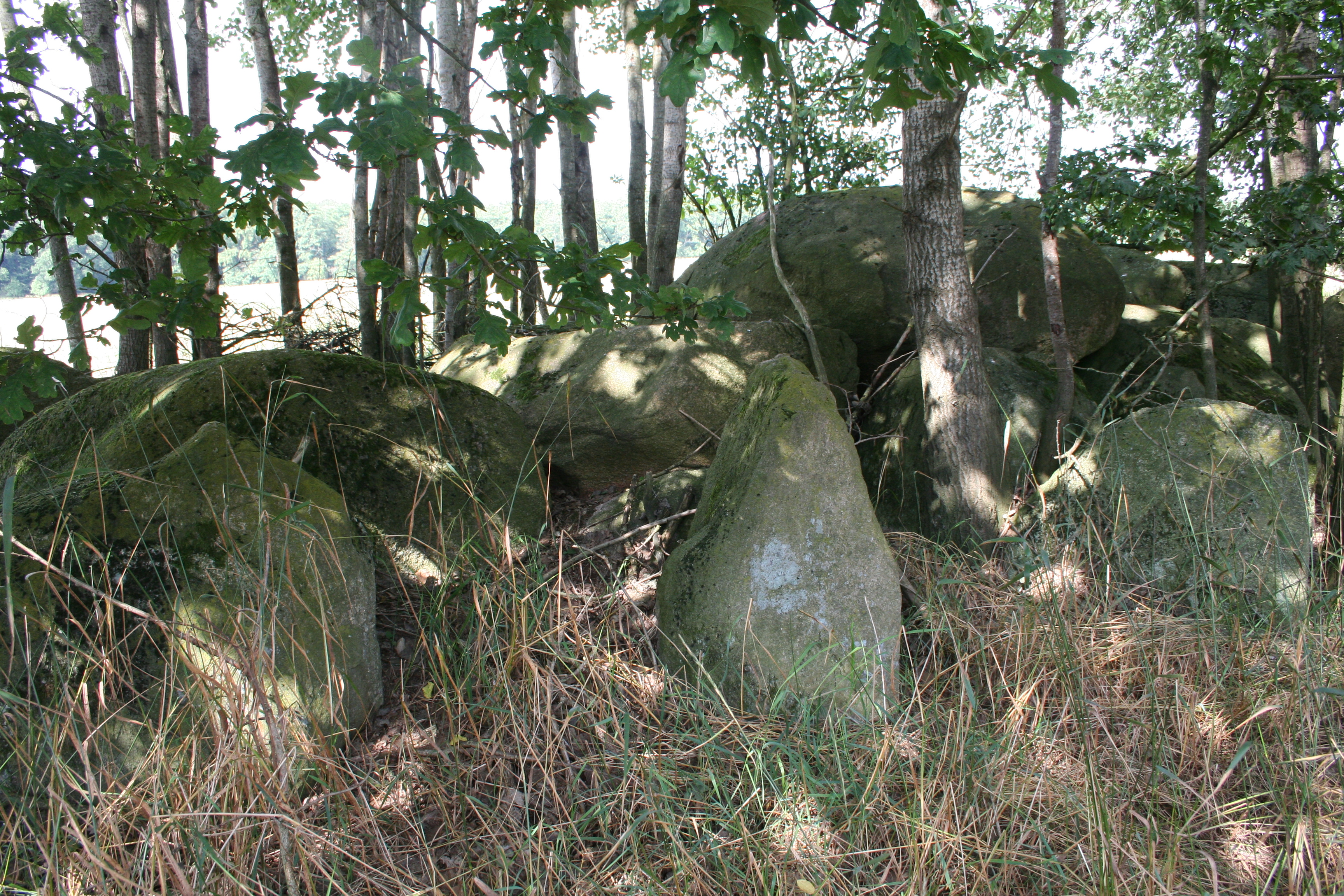
Großsteingrab Reckum 1

Die Reckumer Steine sind zwei neolithische Großsteingräber vom Typ Ganggrab bzw. Emsländische Kammer, mit den Sprockhoff-Nr. 811 und 812. Sie entstanden zwischen 3500 und 2800 v. Chr. und sind Megalithanlagen der Trichterbecherkultur (TBK).
Die Reckumer Steine sind Bauwerke der Nordischen Megalitharchitektur und liegen an der Straße der Megalithkultur im Ortsteil Reckum der Gemeinde Winkelsett in der niedersächsischen Samtgemeinde Harpstedt im Landkreis Oldenburg.

## Sprockhoff-Nr. 811
Sprockhoff-Nr. 811 liegt auf einem Acker östlich der Katenbäker Straße ca. 100 m nördlich der Kreuzung, an der die Straße nach Rekum abzweigt. Bei der 14 Meter langen Kammer sind noch sieben der einst neun Decksteine, fast alle (19) Tragsteine (davon zwei gespalten) und Reste des Zugangs erhalten. Zwei Decksteine und sechs Tragsteine am westlichen Ende sind ausgegangen. 52° 52′ 13,4″ N, 8° 28′ 59,5″ O

## Sprockhoff-Nr. 812
Sprockhoff-Nr. 812 (auch Opferaltar genannt) liegt unter Bäumen westlich der Katenbäker Straße direkt an der Kreuzung, an der die Straße nach Rekum abzweigt.
Die im Zugangsbereich der Südseite gestörte Kammer (Sprockhoff-Nr. 812) ist 19 m lang. Sie hatte 11 Deck- und 28 Tragsteine, die beinahe vollzählig erhalten sind. Bei einer Untersuchung um 1920 wurde noch eine etwa 26 × 4 m große Einfassung aus kleineren Findlingen erwähnt. Von ihr waren bereits 1929 keine Steine mehr erhalten. 52° 52′ 9,4″ N, 8° 28′ 56,3″ O